# الهیات تاریخی
الهیات تاریخی مطالعه تاریخ آموزه‌های مسیحی است. استنلی گرنز، گورتزکی و نوردلینگ الهیات تاریخی را اینگونه توصیف می‌کنند: «تقسیم رشته الهیاتی که به دنبال درک و ترسیم چگونگی تفسیر کتاب مقدس توسط کلیسا و توسعه آموزه در طول تاریخ خود، از زمان رسولان تا امروز است. کارکرد دوگانه الهیات تاریخی نشان دادن منشأ و توسعه باورهایی است که در عصر حاضر وجود دارد و به متکلمان معاصر کمک می‌کند تا خطاهای الهیات گذشته را شناسایی کنند که در زمان حال باید از آنها اجتناب شود.

## بررسی اجمالی
به گفته فردریش شلایرماخر، الهیات تاریخی یک رشته تاریخی است، رشته‌ای که با استفاده از روش‌هایی که در مطالعه سایر پدیده‌های تاریخی به کار می‌رود، به حوزه‌های الهیات نزدیک می‌شود. این مبتنی بر این تصور است که الهیات یک نقطه شروع تاریخی دارد تا حدسی. به عنوان مثال، کتاب مقدس و نوشته‌های مجالس کلیسایی به عنوان منابع تاریخی در نظر گرفته می‌شوند و محتوای آن‌ها به عنوان گزارش شاهد تلقی می‌شوند. بخش عمده ای از آنچه شلایرماخر آن را بدنه واقعی الهیات می‌نامد را پوشش می‌دهد و می‌تواند شامل الهیات تفسیری، جزم‌شناسی و تاریخ کلیسا باشد.
الهیات تاریخی از دیگر سو به عنوان شاخه‌ای از الهیات، مکانیسم‌های اجتماعی-تاریخی و فرهنگی را بررسی می‌کند که باعث پیدایش ایده‌ها، بیانیه‌ها و نظام‌های الهیاتی می‌شود. این رشته بر رابطه بین الهیات و زمینه‌های آن، و همچنین بر تأثیرات کلامی یا فلسفی عمده بر چهره‌ها و موضوعات مورد مطالعه تمرکز دارد. مبانی و اهداف روش‌شناختی آن مشابه مواردی است که مورخان روشنفکری که در زمینه معرفت‌شناسی تاریخی تحقیق می‌کنند، مانند متیو دانیل ادی، که به بررسی پیوندهای فرهنگی بین الهیات و سایر رشته‌های موجود در گذشته می‌پردازد.
یک موضع انجیلی معتقد است که الهیات تاریخی باید با کلام خدا همسو باشد یا اینکه همیشه باید به کتاب مقدس اشاره کند.